# Conor Gallagher
Conor John Gallagher (sinh ngày 6 tháng 2 năm 2000) là một cầu thủ bóng đá chuyên nghiệp người Anh đang thi đấu ở vị trí tiền vệ cho câu lạc bộ Atlético Madrid tại La Liga và đội tuyển quốc gia Anh.
Gallagher gia nhập đội trẻ Chelsea từ năm 8 tuổi, thi đấu cho nhiều đội trẻ của câu lạc bộ này trước khi được đem cho mượn tại Charlton Athletic, Swansea City, West Bromwich Albion và Crystal Palace. Anh có trận đấu chính thức đầu tiên cho đội một Chelsea vào tháng 8 năm 2022.
Sau nhiều năm thi đấu cho các đội trẻ của Anh, tháng 11 năm 2021, Gallagher có trận đấu ra mắt đội tuyển quốc gia Anh. Anh từng được triệu tập tham dự World Cup 2022.

## Sự nghiệp câu lạc bộ

### Chelsea

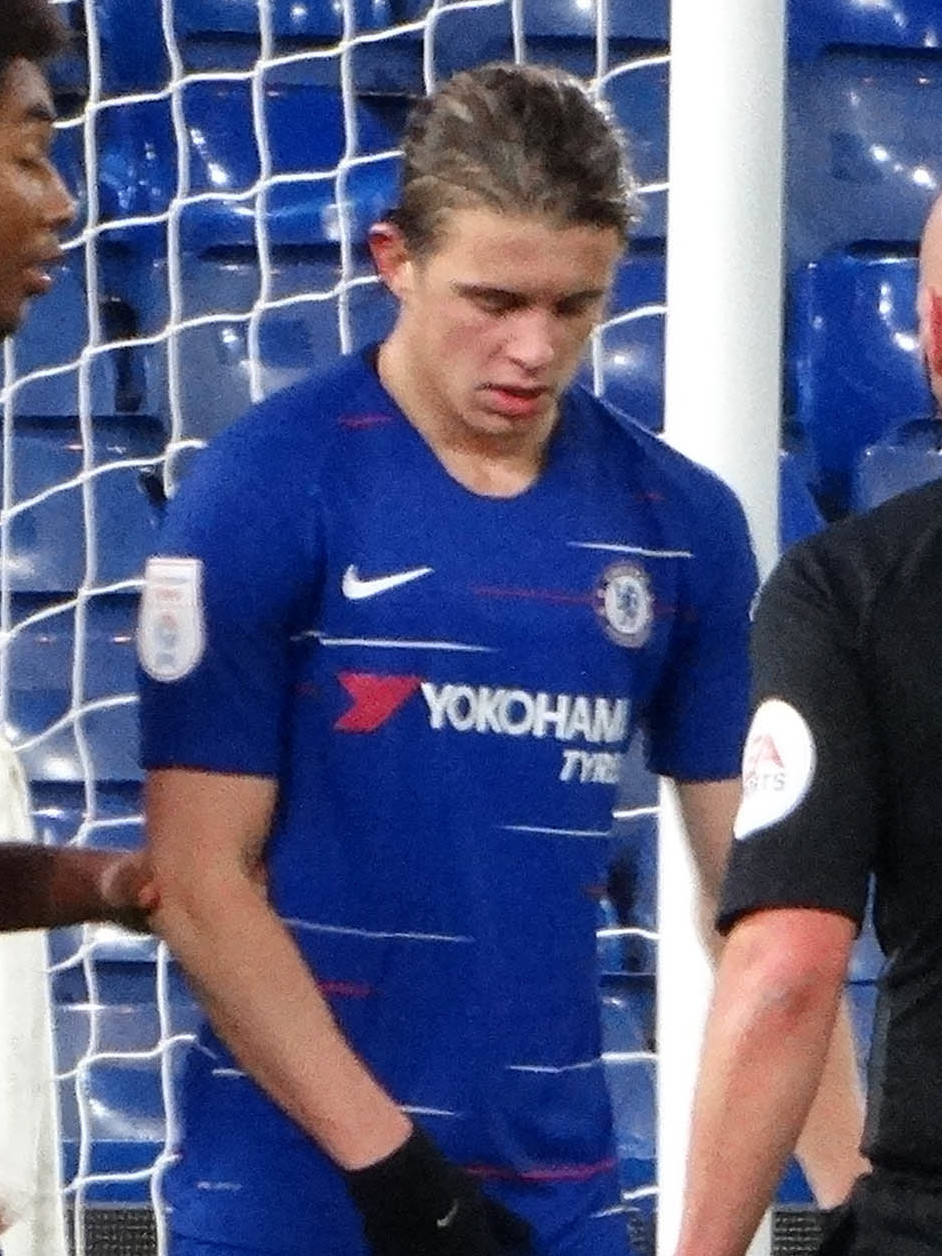
Gallagher chơi cho Chelsea năm 2018

Trước khi gia nhập đội trẻ Chelsea vào năm 8 tuổi, Gallagher từng có thời gian thi đấu cho đội bóng quê nhà Epsom Eagles. Gallagher nhận giải thưởng cầu thủ trẻ xuất sắc nhất của Học viện bóng đá Chelsea trong mùa bóng 2018-19.

#### Charlton Athletic và Swansea City
Tháng 8 năm 2019, Gallagher ký hợp đồng ba năm với Chelsea trước khi chuyển đến Charlton Athletic theo hợp đồng cho mượn có thời hạn một mùa bóng.
Đến ngày 14 tháng 1 năm 2020, Gallagher được Chelsea triệu hồi từ Charlton sau khi có được 6 bàn thắng trong 20 trận tại EFL Championship 2019-20 và tiếp tục được Chelsea đem cho mượn tại Swansea City.

#### West Bromwich Albion
Ngày 17 tháng 9 năm 2020, Gallagher ký hợp đồng mới có thời hạn 5 năm với Chelsea và được đem cho mượn tại West Bromwich Albion trong mùa giải 2020–21 để có cơ hội thi đấu tại Premier League. Bốn ngày sau đó, anh có trận đấu ra mắt West Brom trong trận thua Brentford tại Cúp Carabao sau loạt sút luân lưu. Ngày 28 tháng 11, Gallagher ghi bàn thắng đầu tiên tại Premier League và đó cũng là bàn thắng duy nhất đem về chiến thắng trước Sheffield United. Một tuần sau, anh lại có pha lập công thứ hai liên tiếp tại Premier League nhưng lần này West Brom lại thua đậm Crystal Palace 5-1.

#### Crystal Palace

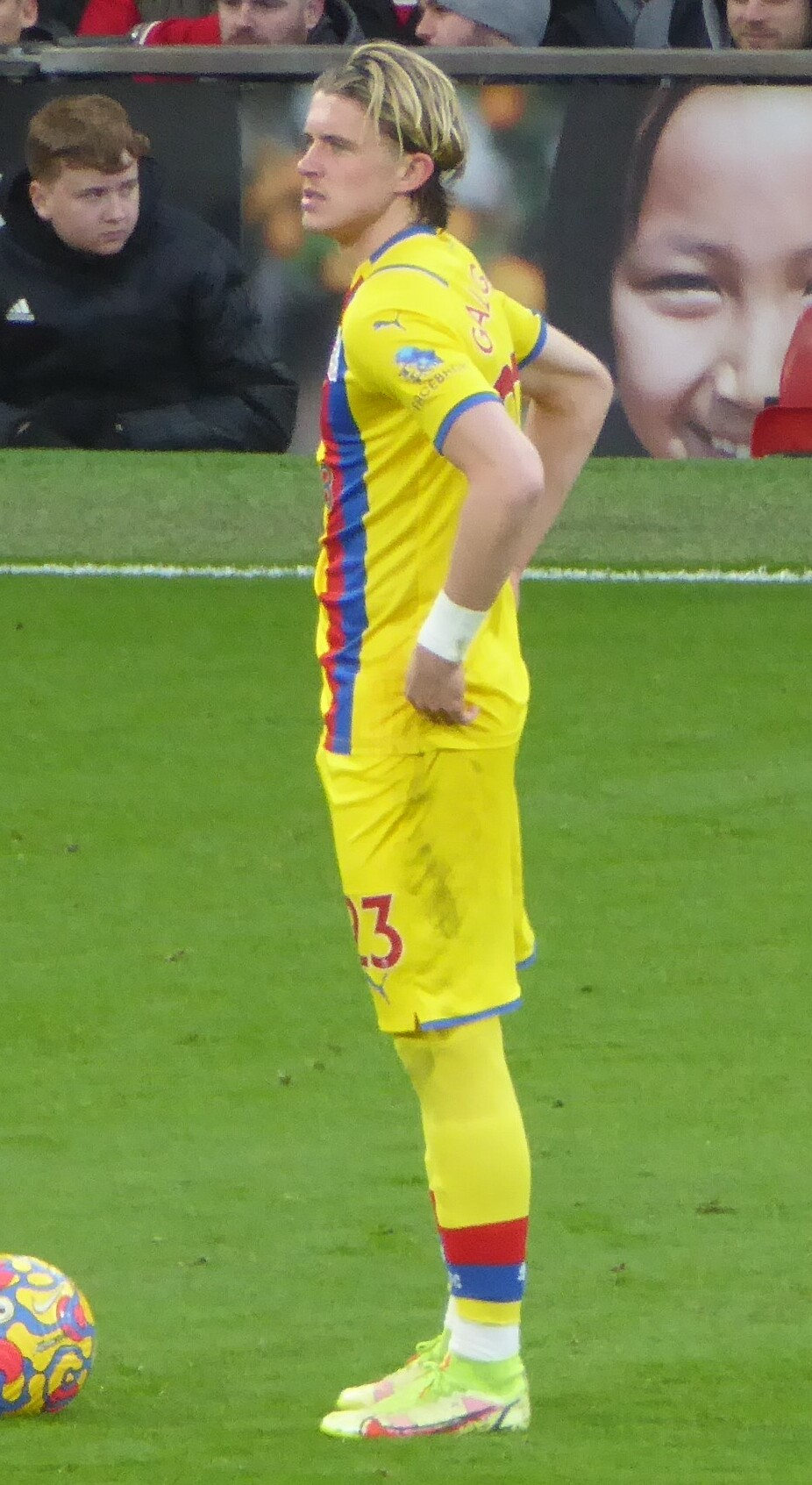
Gallagher chơi cho Crystal Palace vào năm 2021

Ngày 30 tháng 7 năm 2021, Gallagher được Chelsea đem cho Crystal Palace mượn với hợp đồng có thời hạn một năm. Ngày 28 tháng 8, anh ghi cả hai bàn cho Palace trong trận hòa 2–2 với West Ham United để có những pha lập công đầu tiên cho đội bóng này. Ngày 11 tháng 9, Gallagher đem về một quả phạt đền cùng một pha kiến tạo ở cuối trận để Palace có được chiến thắng đầu tiên trong mùa giải với tỷ số 3-0 trước Tottenham Hotspur.
Ngày 30 tháng 10, Gallagher tỏa sáng rực rỡ với một bàn thắng và một đường chuyền thành bàn giúp Palace bất ngờ đánh bại đương kim vô địch Ngoại hạng Anh Manchester City trên sân khách 2-0. Tại vòng đấu tiếp theo, anh tiếp tục là cầu thủ xuất sắc nhất trận đấu với một bàn thắng đem về thắng lợi hai bàn cách biệt trước Wolverhampton.
Gallagher kết thúc mùa giải cho mượn tại Crystal Palace với 8 bàn thắng trong 34 trận đấu tại Premier League.

#### Trở lại Chelsea
Ngày 6 tháng 8 năm 2022, Gallagher có trận đấu chính thức đầu tiên cho Chelsea trong chiến thắng 1–0 trước Everton tại Premier League. Ngày 27 tháng 8, anh vào sân ngay từ đầu trong trận đấu với Leicester City nhưng bị truất quyền thi đấu với hai thẻ vàng chỉ sau 28 phút thi đấu. Ngày 1 tháng 10, sau khi được vào sân thay người ở phút 76, Gallagher ghi bàn thắng đầu tiên của mình cho Chelsea ấn định chiến thắng 2-1 của Chelsea trước đội bóng mà anh khoác áo mùa giải trước là Crystal Palace với một tuyệt phẩm cứa lòng từ ngoài vòng cấm ở phút 89 trận đấu và anh từ chối ăn mừng bàn thắng vì tôn trọng Palace. Đây cũng là chiến thắng đầu tay của tân huấn luyện viên Chelsea Graham Potter.
Ngày 15 tháng 4 năm 2023, Gallagher chính là người đầu tiên ghi bàn cho Chelsea trong nhiệm kỳ thứ hai của huấn luyện viên Frank Lampard. Tuy nhiên Chelsea bị Brighton lội ngược dòng đánh bại 2-1. Ngày 6 tháng 5, Gallagher ghi bàn mở tỉ số trong chiến thắng 3-1 trước Bournemouth, giúp huấn luyện viên Frank Lampard chấm dứt mạch sáu trận thua từ khi trở lại Chelsea làm huấn luyện viên tạm quyền.
Trong kỳ chuyển nhượng mùa hè năm 2023, Chelsea đã từ chối lời đề nghị trị giá 40 triệu £ mua Gallagher của West Ham United và tân huấn luyện viên Mauricio Pochettino xác nhận Gallagher nằm trong kế hoạch mùa giải mới của câu lạc bộ. Ngày 31 tháng 8 năm 2023, Gallagher có lần đầu tiên đeo băng đội trưởng của Chelsea, trong chiến thắng 2-1 tại Cúp EFL trước AFC Wimbledon.

### Atlético Madrid
Vào cuối mùa giải 2023–24, có thông tin cho rằng Gallagher có thể rời Chelsea. Trước thềm Euro 2024, Gallagher khẳng định anh đang tập trung vào giải đấu hơn là tương lai của câu lạc bộ. Vào tháng 7 năm 2024, Chelsea đã đàm phán với câu lạc bộ Tây Ban Nha Atlético Madrid về một vụ chuyển nhượng tiềm năng và sau đó đã chấp nhận lời đề nghị chuyển nhượng. Sau khi được thông báo rằng anh sẽ không phải là cầu thủ đá chính thường xuyên dưới thời tân huấn luyện viên Chelsea Enzo Maresca, anh đã đồng ý chuyển nhượng.
Vụ chuyển nhượng sau đó bị đình trệ, và Gallagher bắt đầu tập luyện xa đội một của Chelsea. Tuy nhiên, vào cuối tháng đó, vụ chuyển nhượng tiềm năng đã được tiếp tục, với việc João Félix chuyển sang hướng khác như một phần của thỏa thuận.
Vào ngày 21 tháng 8 năm 2024, Atlético Madrid thông báo rằng họ đã ký hợp đồng có thời hạn 5 năm với Gallagher. Phí chuyển nhượng được The Guardian đưa tin là vào khoảng 34 triệu bảng Anh. Vụ chuyển nhượng này đã nhận được nhiều phản ứng trái chiều từ người hâm mộ Chelsea.

## Sự nghiệp đội tuyển quốc gia
Ngày 8 tháng 10 năm 2019, Gallagher được triệu tập lần đầu vào đội tuyển U-21 Anh và có trận đấu đầu tiên cho U-21 Anh ba ngày sau đó gặp U-21 Slovenia.
Ngày 14 tháng 11 năm 2021, Gallagher được huấn luyện viên đội tuyển Anh Gareth Southgate lần đầu tiên triệu tập vào đội tuyển để chuẩn bị cho trận đấu cuối cùng tại vòng loại World Cup 2022 với San Marino sau khi Jordan Henderson và Jack Grealish gặp chấn thương. Anh có trận ra mắt đội tuyển Anh khi được vào sân trong hiệp 2 trận thắng hủy diệt San Marino 10-0, chiến thắng đưa đội tuyển Anh tấm vé chính thức đến với World Cup 2022.
Tháng 11 năm 2022, Gallagher được Southgate triệu tập vào đội hình 26 cầu thủ đội tuyển Anh tham dự World Cup 2022 tại Qatar nhưng không có cơ hội được ra sân.

## Thống kê sự nghiệp

### Quốc tế
Tính đến 17 tháng 11 năm 2024
| Đội tuyển quốc gia | Năm       | Trận | Bàn |
| ------------------ | --------- | ---- | --- |
| Anh                | 2021      | 1    | 0   |
| Anh                | 2022      | 3    | 0   |
| Anh                | 2023      | 6    | 0   |
| Anh                | 2024      | 10   | 1   |
| Tổng cộng          | Tổng cộng | 21   | 1   |

Tính đến 17 tháng 11 năm 2024
Điểm số của đội tuyển Anh được liệt kê đầu tiên, cột điểm số cho biết điểm số sau mỗi bàn thắng của Gallagher
| No. | Ngày                 | Địa điểm                          | Trận | Đối thủ          | Bàn thắng | Kết quả | Giải đấu                    | Ref.   |
| --- | -------------------- | --------------------------------- | ---- | ---------------- | --------- | ------- | --------------------------- | ------ |
| 1   | 17 tháng 11 năm 2024 | Sân vận động Wembley, London, Anh | 21   | Cộng hòa Ireland | 3–0       | 5–0     | UEFA Nations League 2024–25 | [ 45 ] |